# BYD M3 DM
BYD M3 DM — малотоннажный грузовой автомобиль, электромобиль и подзаряжаемый гибрид, разработанные и выпускаемые китайской компанией BYD с 2014 года.

## BYD M3 и M3 DM
BYD M3 DM впервые был представлен в 2014 году на Пекинском автосалоне. Он оснащён 1,5-литровым четырёхцилиндровым бензиновым двигателем мощностью 109 л. с. и электродвигателем мощностью 150 л. с. Суммарная мощность составляет 259 л. с.
До 100 км/ч автомобиль разгоняется за 7,5 секунд. Запас хода 60 км.
Также существует версия с ДВС BYD M3, у которой аналогичный дизайн с традиционной радиаторной решёткой. Цены варьируются от 75 000 юаней. При разработке модели компания BYD опиралась на Nissan NV200.

## BYD T3
BYD T3 является полностью электрическим автомобилем, который был представлен в 2015 году на Шанхайском автосалоне. Первоначально название T3 принадлежало BYD e6, однако позже название было присвоено электромобилю на базе BYD M3. В Китае T3 поставляются в DHL. За пределами Китая автомобиль также экспортируется в Норвегию, Австралию и Таиланд.
- BYD T3 (вид спереди)
- BYD T3 (вид сзади)
- BYD T3 (интерьер)